# Kurt Volmar Berger
Kurt Volmar Berger (1896 – 1977) è stato un ingegnere finlandese, capo progettista aeronautico della Ilmavoimien Lentokonetehdas.

## Biografia
Nacque in Finlandia nel 1896, figlio di Arnold, ministro del culto riformato e di Fanny Berger.Terminati gli studi secondari, nel 1916, si iscrisse alla facoltà di tecnologia dell'università di Helsinki, dove studiò come ingegnere elettrico. Prestò quindi servizio volontario presso la Brigata Cacciatori di Helsinki (Helsinki Jaeger Brigata).
Nel 1918 si recò a Libau, in Germania, per frequentare un corso di addestramento come pilota di idrovolante. Tuttavia i suoi studi furono interrotti dalla resa della Germania, con la conseguente fine della prima guerra mondiale. Completò successivamente il corso per piloti civili, ricevendo il diploma internazionale di pilota nel 1921.
Per continuare gli studi si trasferì in Gran Bretagna, dove si iscrisse all'East London College nel 1919, laureandosi il 5 settembre 1922. Divenne ingegnere presso il Q.G. della Suomen ilmavoimat, l'aeronautica militare finlandese, a Santahamina il 1º novembre 1923 e successivamente ingegnere capo il 1º marzo 1924. Fu quindi inviato presso la fabbrica aeronautica di stato Ilmavoimien Lentokonetehdas, dove progetto i velivoli IVL C.24, IVL Haukka I, IVL Haukka II, IVL Sääski e IVL Kotka.
Partecipò attivamente alle decisioni della Suomen ilmavoimat sugli acquisti di velivoli all'estero, provenienti da Cecoslovacchia, Gran Bretagna, Italia e Francia, effettuati tra la fine degli anni Venti e Trenta del XX secolo. Durante la ristrutturazione della fabbrica effettuata del 1933, che fu ridenominata Valtion Lentokonetehdas, venne licenziato, ma continuò a lavorare come ispettore aereo presso il Lentoasema I e il Flight Regiment 2. Dopo la cosiddetta guerra d'inverno (novembre 1939-marzo 1940) scoppiata tra Finlandia e Unione Sovietica curò il montaggio dei caccia Brewster Buffalo acquistati negli Stati Uniti d'America e assemblati in Svezia. Durante la seconda guerra mondiale servì come capo ingegnere della manutenzione ed ufficiale ingegnere presso il Quartier Generale della Suomen ilmavoimat. Dopo la fine della guerra continuò a lavorare come imprenditore privato. Si spense nel 1977.

## Realizzazioni
- IVL C.24
- IVL Haukka I
- IVL Haukka II
- IVL Sääski
- IVL Kotka.